# Barbaza
Barbaza (Bayan ng Barbaza) är en kommun i Filippinerna. Kommunen ligger på ön Panay, och tillhör provinsen Antique. Folkmängden uppgår till 22 704 invånare år 2015.

## Barangayer
Barbaza är indelat i 39 barangayer.
| - Baghari - Bahuyan - Beri - Biga-a - Binangbang - Binangbang Centro - Binanu-an - Cadiao - Calapadan - Capoyuan - Cubay - Esparar - Gua | - Idao - Igpalge - Igtunarum - Embrangga-an - Integasan - Ipil - Jinalinan - Lanas - Langcaon (Evelio Javier) - Lisub - Lombuyan - Mablad - Magtulis | - Marigne - Mayabay - Mayos - Nalusdan - Narirong - Palma - Poblacion - San Antonio - San Ramon - Soligao - Tabongtabong - Tig-Alaran - Yapo |